# Saltuarius cornutus
Espèce
Synonymes
- Phyllurus cornutus Ogilby, 1892
- Phyllurus lichenosus Günther, 1897

Statut de conservation UICN

 LC  : Préoccupation mineure
Saltuarius cornutus est une espèce de gecko de la famille des Carphodactylidae.

## Répartition
Cette espèce est endémique du Queensland en Australie.

## Description

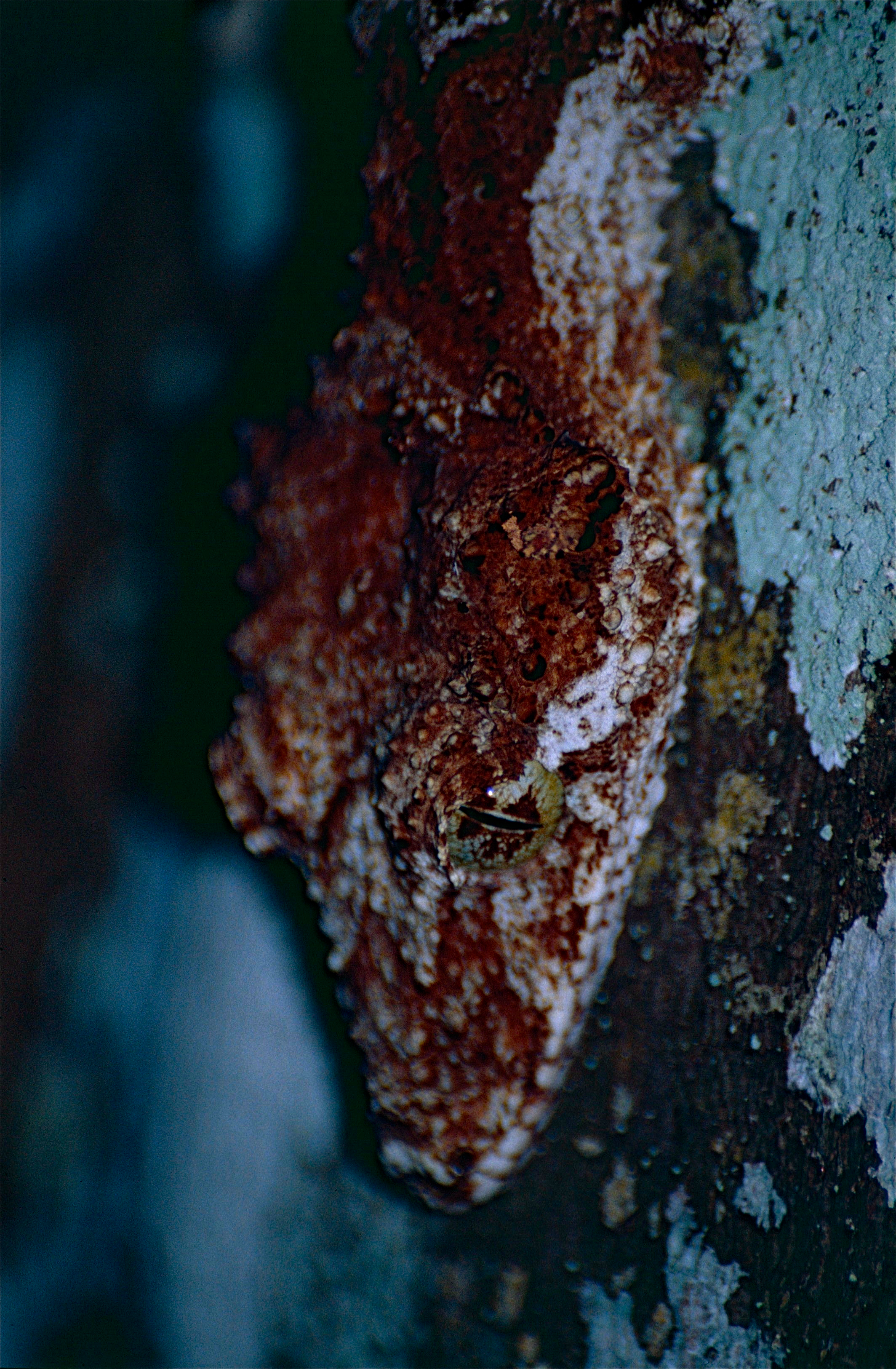

De couleur brun foncé, brun clair jusqu'à gris clair. Ses couleurs forment des bandes transversales en dégradé. La queue est très large, à forme de feuille, et relativement courte par rapport au corps.
Animal nocturne faisant partie des plus grands geckos au monde, il vit dans les forêts humides. Localement appelé « Leaf-tailed Gecko » (Gecko à queue foliacée), il se confond par mimétisme au support sur lequel il se tient immobile. Trop gros pour se cacher dans les trous des arbres, il est doté d'un excès de peau qu'il peut aplatir contre le tronc d'arbre et son tégument est recouvert de taches et d'excroissances ressemblant à des lichens. Ce camouflage est appelé mimétisme cryptique.

## Publication originale
- Ogilby, 1892 : Descriptions of three new Australian lizards. Records of the Australian Museum, vol. 2, p. 6-11 (texte intégral).